# Eupithecia intermedia
Eupithecia intermedia är en fjärilsart som beskrevs av Karl Dietze 1913. Eupithecia intermedia ingår i släktet Eupithecia och familjen mätare. Inga underarter finns listade i Catalogue of Life.